# Curly (historieta)
Curly es una serie de historietas infantiles creada por Trini Tinturé para la revista escocesa "Twinkle". Es una de las favoritas de la propia autora, quien tenía en su propia hija una de sus fanes.

## Trayectoria editorial
Curly se publicó en "Twinkle" hasta bien entrados los años ochenta.

## Argumento y personajes
Curly está protagonizada por una niña rubia, Mary Smith, y su corderito, apodado Curly. Juntos viven pequeñas aventuras en el campo.

## Estilo
Curly presenta el texto al pie de las viñetas, sin recurrir a globos de diálogo.